# درخت‌خزنده
درخت‌خزنده (نام علمی: ') نام یک سرده از راسته بریده‌مهرگان است.